# اولیویا اوپرا
اولیویا اوپرا (انگلیسی: Olivia Oprea؛ زادهٔ ۱۹ مارس ۱۹۸۷) بازیکن فوتبال اهل رومانی است.
وی همچنین در تیم ملی فوتبال Romania بازی کرده‌است.